# La Solana
La Solana là một đô thị thuộc Ciudad Real, Castile-La Mancha, Tây Ban Nha. Đô thị này có dân số là 15.340.

## Dân số
| 1991  | 1996   | 2001   | 2004   |
| ----- | ------ | ------ | ------ |
| 9.987 | 11.251 | 14.755 | 15.432 |